# Zdenka Vorlová-Vlčková
Zdenka Vorlová-Vlčková (3. dubna 1872 Velké Meziříčí - 28. září 1954 Praha) byla sběratelka národopisu a první moravská malířka.

## Život
Narodila se 3. dubna 1872 do rodiny profesora Antonína Vorla, který podporoval její umělecký talent. Zdenka Vlčková se v šestnácti letech stala žačkou umělecko-průmyslové školy ve Vídni. Po šesti letech odešla do Mnichova, kde pokračovala čtyřletým studiem na Dámské akademii umění. Pobývala i v Římě a Paříži. Po dlouhém čekání jí byla povolena státní zkouška a roku 1898 získala jako vůbec první žena v Rakousku-Uhersku státní povolení pro vyučování kreslení na školách. Ze zdravotních důvodů začala učit až v roce 1900. Působila jako profesorka v brněnské Vesně. Stala se iniciátorkou různých společenských akcí a plně uplatňovala své nadání. Učitelské dráhy se vzdala pravděpodobně kvůli chatrnému zdraví a začala se věnovat etnografii. Roku 1905 se přestěhovala do Vyškova, kde se seznámila s profesorem Vlčkem, svým budoucím manželem. Dva roky po svatbě odešli manželé do nedalekého Prostějova a v roce 1908 bydleli v Brně, kde mohla Zdenka Vorlová-Vlčková pokračovat ve společenském životě. Během první světové války trpěla depresemi, které se promítly do její tvorby. Po válce začala cestovat. Navštívila Slovensko, Itálii, Bosnu a Hercegovinu, Holandsko, Dalmácii, Anglii a další země. Při svých cestách studovala lidovou architekturu a jiná umělecká díla. V meziválečném období žili manželé Vlčkovi v Praze a ve Velkém Meziříčí, kde si Zdenka zřídila ateliér v domě po rodičích. Její uměleckou tvorbu nepřerušila ani okupace, po válce vystavovala v Jihlavě a Brně.
Velkou část svých děl věnovala Zdenka Vorlová-Vlčková rodnému kraji. Zemřela v Praze 28. září 1954.